# Xava (Rússia)
|  | No s'ha de confondre amb Xava. |

Xava (en rus: Шава) és un poble del Daguestan, a Rússia, que en el cens del 2010 tenia 1.252 habitants. Pertany al districte rural d'Agvali.